# Портрет Оливареса (картина Веласкеса, Эрмитаж)
«Портрет дона Гаспара де Гусмана, графа-герцога де Оливареса» (в основном для краткости упоминается как «Портрет Оливареса») — картина испанского художника Диего Веласкеса из собрания Государственного Эрмитажа.
Картина является погрудным парадным портретом первого министра Испании Гаспара де Гусмана-и-Пиментеля, графа Оливареса и герцога Санлукар-ла-Майора, известного как граф-герцог де Оливарес. Он изображён в чёрном камзоле со знаками ордена Алькантара, к которому был причислен в 1623 году.
Считается, что портрет написан был около 1638 года, причём разными исследователями назывались даты от 1635 до 1643 года. Однако большинство искусствоведов склоняются именно к 1638 году или около него. Мотивируется эта дата тем, что в 1638 году в Мадриде была опубликована книга Хуана Антонио де Тапиа-и-Роблеса «Illustración del renombre de Grande», в которой находилась гравюра, исполненная Германом Панеелсом с этого портрета и содержавшая надпись о её снятии с оригинала Веласкеса в том же 1638 году.
Несмотря на имеющееся современное портрету прямое указание на автора, двое исследователей в 1888 и 1936 годах высказывали сомнения в том, что картина написана рукой Веласкеса, но они не были поддержаны в научном сообществе.
Ранняя история картины не выяснена, в начале XIX века она принадлежала английскому банкиру У. Кузвельту, находилась в амстердамской части его коллекции, которая в 1814 году была выкуплена императором Александром I для Эрмитажа. Выставляется в здании Нового Эрмитажа в зале 239 (Испанский просвет).
Директор Эрмитажа М. Б. Пиотровский писал об этой картине:

Портрет… поразителен, поскольку глубоко правдивый образ создан в рамках нормативной официальной живописи. Сложность натуры ненавидимого Испанией всесильного королевского фаворита проступает через положенную при дворе маску холодной непроницаемости, находит адекватное выражение в композиции и живописном строе картины. При ближайшем рассмотрении в сдержанной красочной гамме обнаруживаются тончайшие оттенки, благодаря чему изображение становится трепетно живым. По остроте восприятия натуры и свободе живописного мастерства этот портрет принадлежит к числу лучших произведений Веласкеса.

В 1985 году Министерством связи СССР была выпущена почтовая марка с репродукцией этой картины, номинал марки — 50 копеек (№ 5601 по каталогу ЦФА).
В собрании Королевского дворца в Мадриде имеется миниатюра на меди, выполненная самим Веласкесом и повторяющая эрмитажную картину — это единственная сохранившаяся миниатюра в его творчестве.

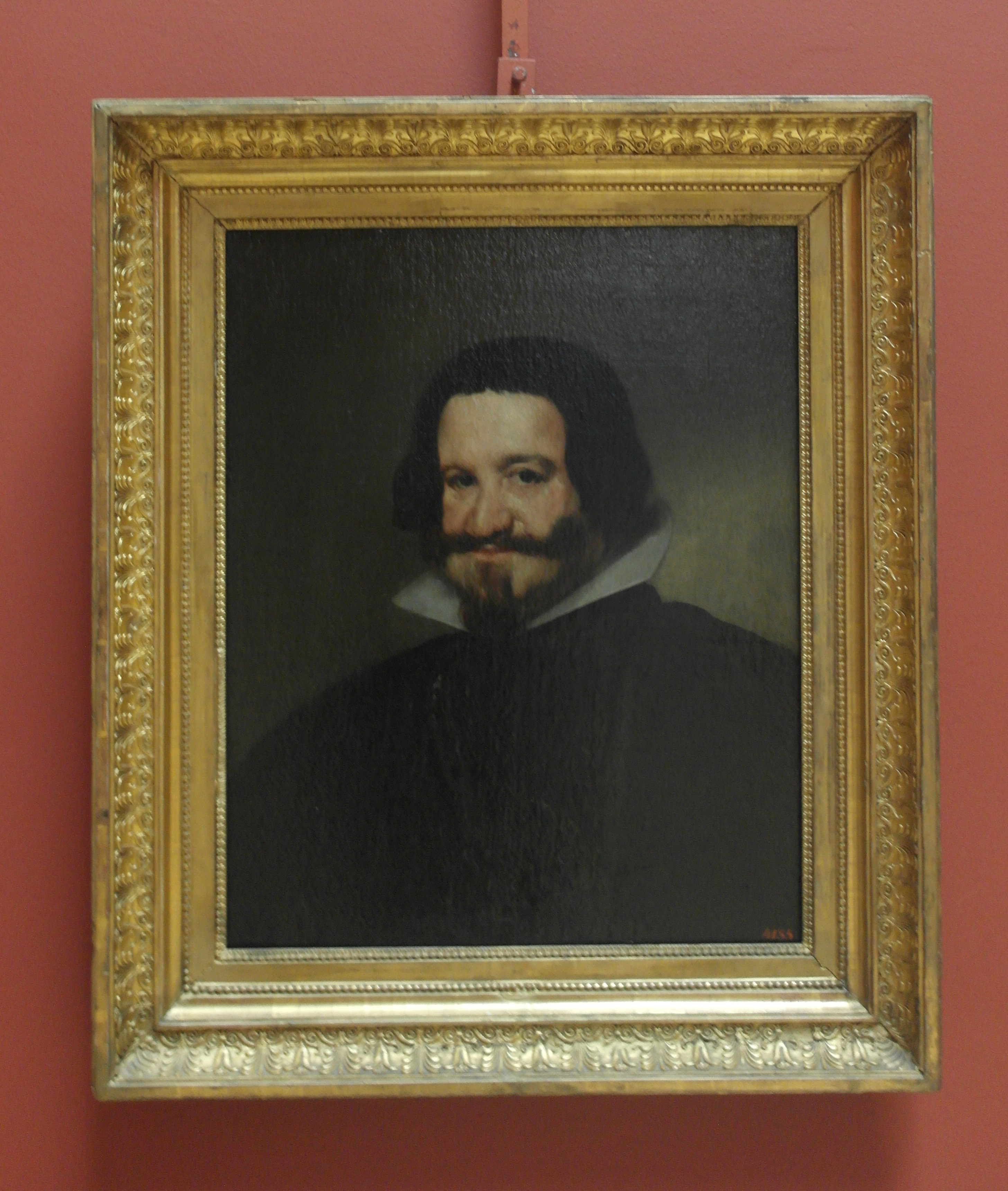
Картина в раме
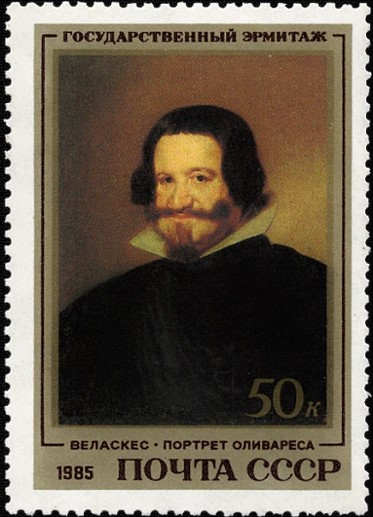
Почтовая марка СССР № 5601. 1985 год. Серия «Шедевры Эрмитажа. Испанская живопись»
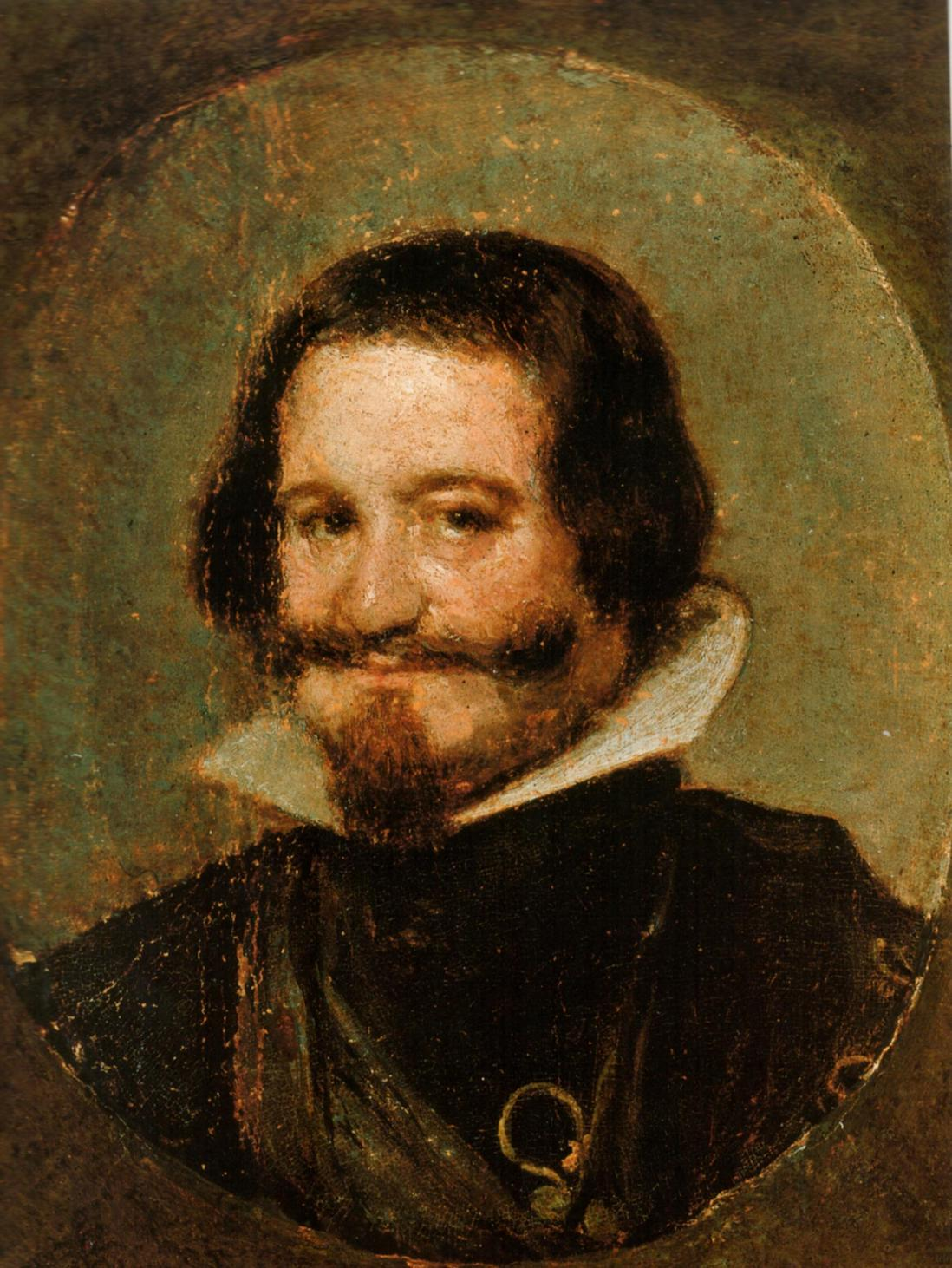
«Портрет Оливареса». Медь, масло. 8 × 6 см. Королевский дворец в Мадриде